# Victor Franke

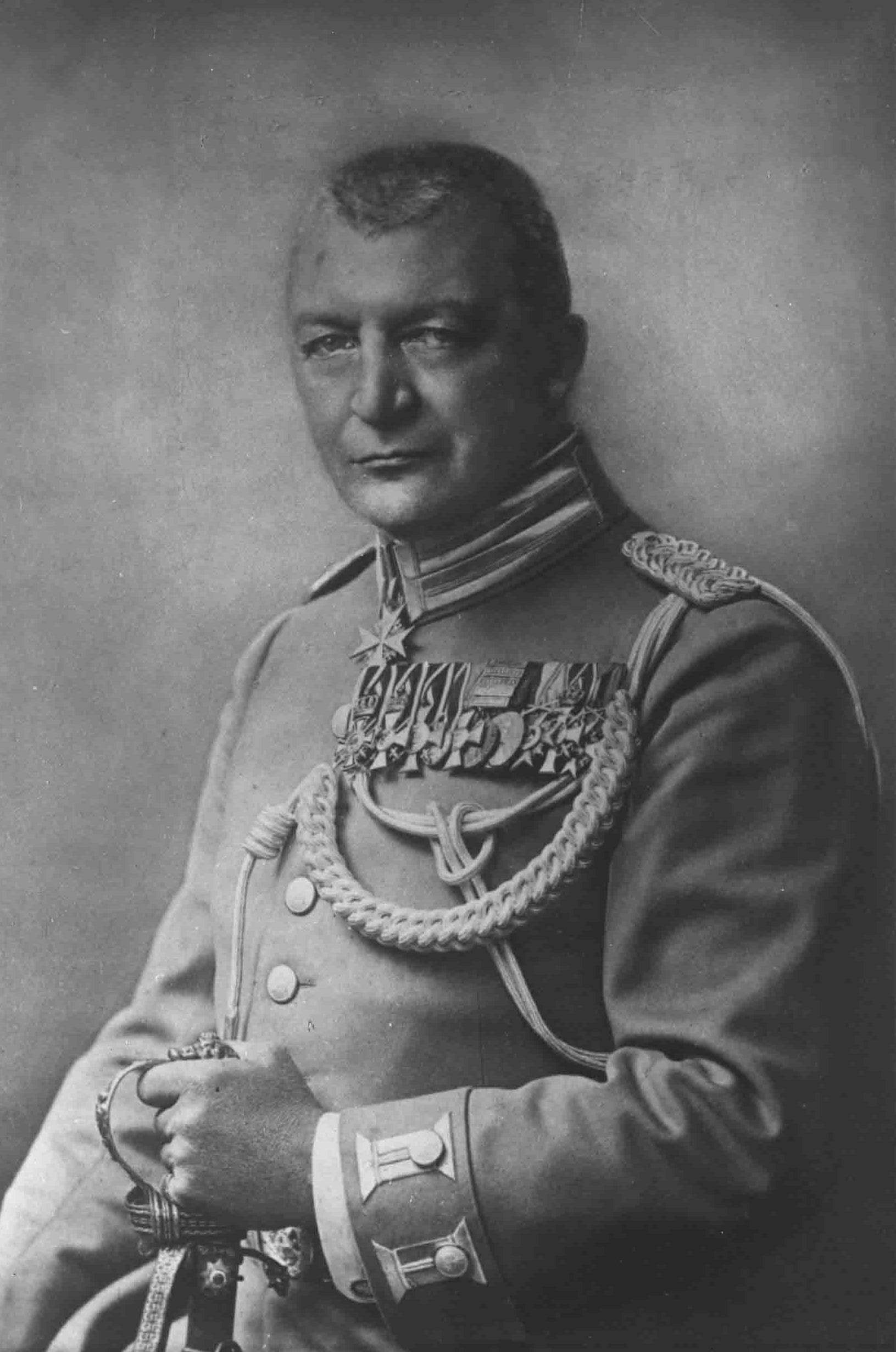
Victor Franke (1907)

Erich Victor Carl August Franke, laut Grabstein Viktor (* 21. Juli 1866 in Zuckmantel; † 7. September 1936 in Hamburg), war ein deutscher Generalmajor sowie letzter Kommandeur der Kaiserlichen Schutztruppe in Deutsch-Südwestafrika.

## Biografie
Victor Franke, Sohn eines Gutsbesitzers, begann nach seinem Abitur 1887 seine militärische Laufbahn mit dem Eintritt in das Schlesische Pionier-Bataillon Nr. 6 in Neisse. Am 20. Mai 1896 verließ er, inzwischen im Rang eines Oberleutnants, die Preußische Armee und trat am 26. Mai 1896 in die Kaiserliche Schutztruppe für Deutsch-Südwestafrika ein. Bereits einen Monat später nahm er seinen Dienst in Swakopmund auf. Zunächst diente er als Distriktchef von Otjimbingwe, dann von Omaruru. Von Ende 1897 bis März 1898 war er am Kampf gegen die Swartbooi beteiligt. 1899 übernahm er die Leitung des Distrikts Outjo, von wo aus er eine ausgedehnte Forschungsreise in das nördliche und zu dem Zeitpunkt fast unbekannte Ovamboland antrat. 1901 wurde er Distriktchef von Sesfontein, 1903 erfolgte seine Ernennung zum Hauptmann und er kehrte nach Omaruru zurück.

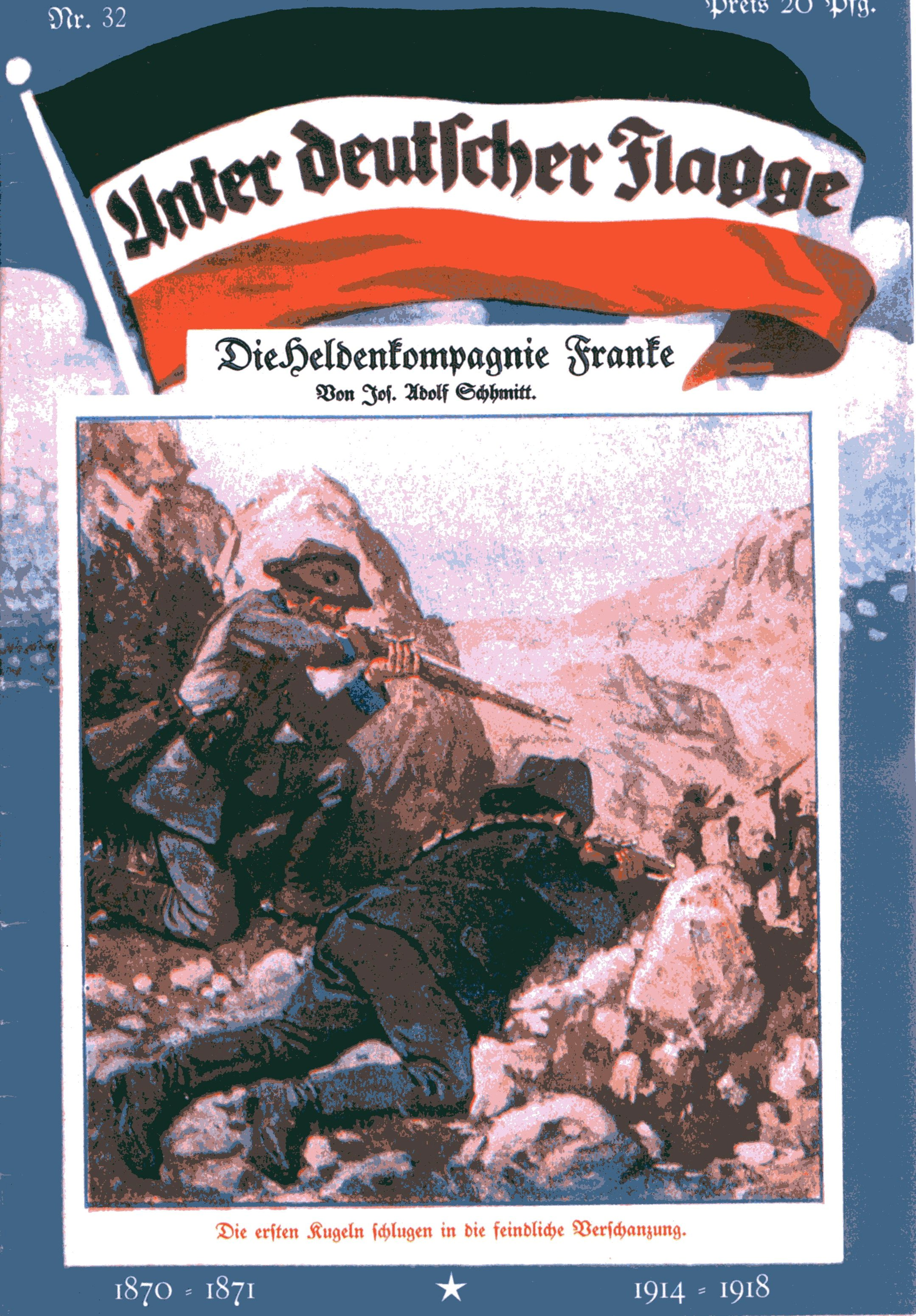
Titelbild „Die Heldenkompanie Franke“, Band 32 der Heftromanserie Unter deutscher Flagge (Reprint 1933, Originalausgabe um 1912)

Im Jahr 1904 war Franke an den kriegerischen Auseinandersetzungen zwischen der Schutztruppe und den aufständischen Bondelswart im Süden des Landes beteiligt. Nachdem ihn die Nachricht vom Aufstand der Herero um Okahandja erreichte, setzten er und seine Kompanie zu einem in der Geschichte der Schutztruppe einzigartigen Gewaltritt von knapp 400 km in viereinhalb Tagen an und vertrieben die Herero-Kämpfer nach schweren Kämpfen aus Okahandja und Omaruru. An den entscheidenden Kämpfen am Waterberg war Franke nicht beteiligt.
Für seine militärischen Erfolge wurden ihm zahlreiche Orden verliehen. Unter anderem zeichnete ihn Wilhelm II. persönlich am 2. November 1905 mit dem höchsten preußischen Tapferkeitsorden, dem Pour le Mérite, aus.
Um die Strapazen zu überstehen, griff er nach Hinweisen in seinen Tagebüchern wiederholt zu Morphium. Franke soll alkohol- und morphiumsüchtig gewesen sein. Seine einheimische Geliebte soll ihm Kinder geboren haben; über diese ist nichts Näheres bekannt.
Nach dem Hererokrieg übernahm Franke wieder das Kommando in Outjo, von wo aus er mehrere Reisen in das Ovamboland unternahm und mit fünf dort lebenden Stämmen Schutzverträge abschloss. 1910 wurde er zum Major befördert.

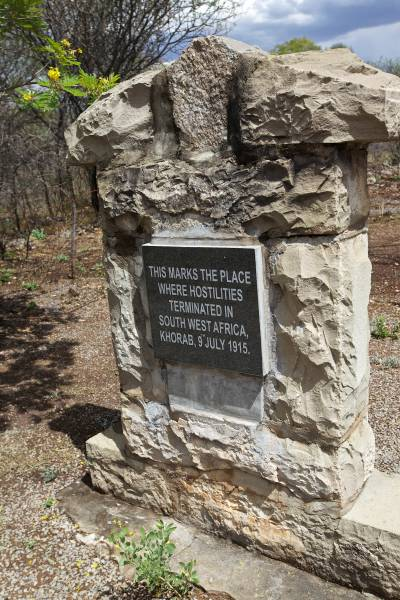
Khorab-Denkmal zur Erinnerung an die Kapitulation

Zu Beginn des Ersten Weltkrieges wurde in der benachbarten portugiesischen Kolonie Angola im Fort Naulila der deutsche Bezirkshauptmann von Outjo, Hans Schulze-Jena, ermordet. Eine Truppe unter Viktor Franke erstürmte daraufhin im Kampf um Naulila am 18. Dezember 1914 das Fort. Im November 1914 wurde Franke, nach dem Tod des Schutztruppenkommandeurs Joachim von Heydebreck, zum Oberstleutnant und Kommandeur der Kaiserlichen Schutztruppe in Deutsch-Südwestafrika ernannt. Am 9. Juli 1915 kapitulierte Franke bei Khorab vor der Übermacht der von Südafrika vorrückenden Union Defence Force, um die deutschen Streitkräfte vor einer vernichtenden Niederlage zu bewahren, und unterzeichnete das Kapitulationsprotokoll. Dies wurde ihm in späteren Jahren von einigen Seiten als unehrenhafte Handlung vorgeworfen. Bis zum Ende des Krieges war Franke auf der Farm Okawajo bei Karibib interniert. Nach Kriegsende und seiner Rückkehr nach Deutschland erhielt er 1920 durch den Reichspräsidenten Friedrich Ebert den Charakter als Generalmajor und wurde in den Ruhestand verabschiedet.
Viktor Franke heiratete 1921 Maria Diekmann, die Tochter eines Groß-Kaufmanns und dessen Ehefrau Molly Kraeft, in Hamburg und lebte als Landwirt von 1927 bis 1930 auf Gut Groß-Schwaß bei Rostock. Franke, der seit seiner Ankunft in Deutsch-Südwestafrika unter chronisch auftretenden Tropenkrankheiten litt, zog 1930 wegen zunehmender gesundheitlicher Probleme mit seiner Frau zunächst auf ein Landgut der Familie nach São Paulo in Brasilien mit dem Betrieb einer Mineralwasserfabrik in Itajahy. Später zogen sie nach Joinville in Brasilien, mussten 1936 aber wegen seines schlechter werdenden Gesundheitszustandes nach Deutschland zurückkehren, wo er sich medizinische Hilfe vom Bernhard-Nocht-Institut für Tropenmedizin in Hamburg erhoffte. Am 7. September 1936 starb er kinderlos in Hamburg.

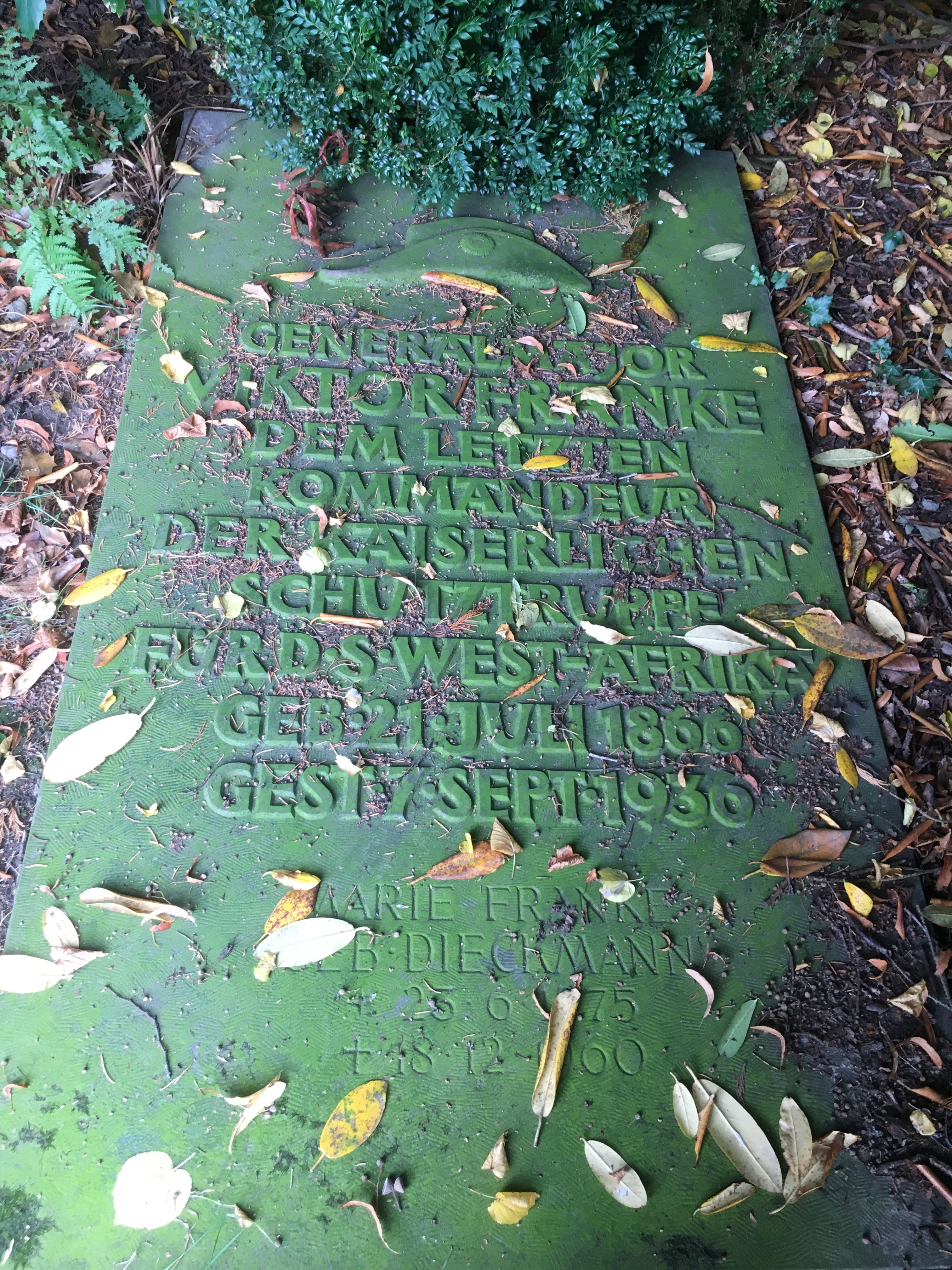
Grabstätte Victor Franke auf dem Friedhof Ohlsdorf

Nach seiner Einäscherung begann aus unbekannten Gründen eine Odyssee seiner Urne über Berlin nach Brasilien. Eine Beisetzung der Urne in Omaruru in Südwestafrika soll seiner Witwe Maria Franke verweigert worden sein. Schließlich wurden Victor Frankes sterbliche Überreste am 2. September 1957 an seinem Sterbeort Hamburg auf dem Ohlsdorfer Friedhof beigesetzt. Die Grabstätte befindet sich im Planquadrat P 7 oberhalb des Althamburgischen Gedächtnisfriedhofs.

## Erinnerungen an Victor Franke

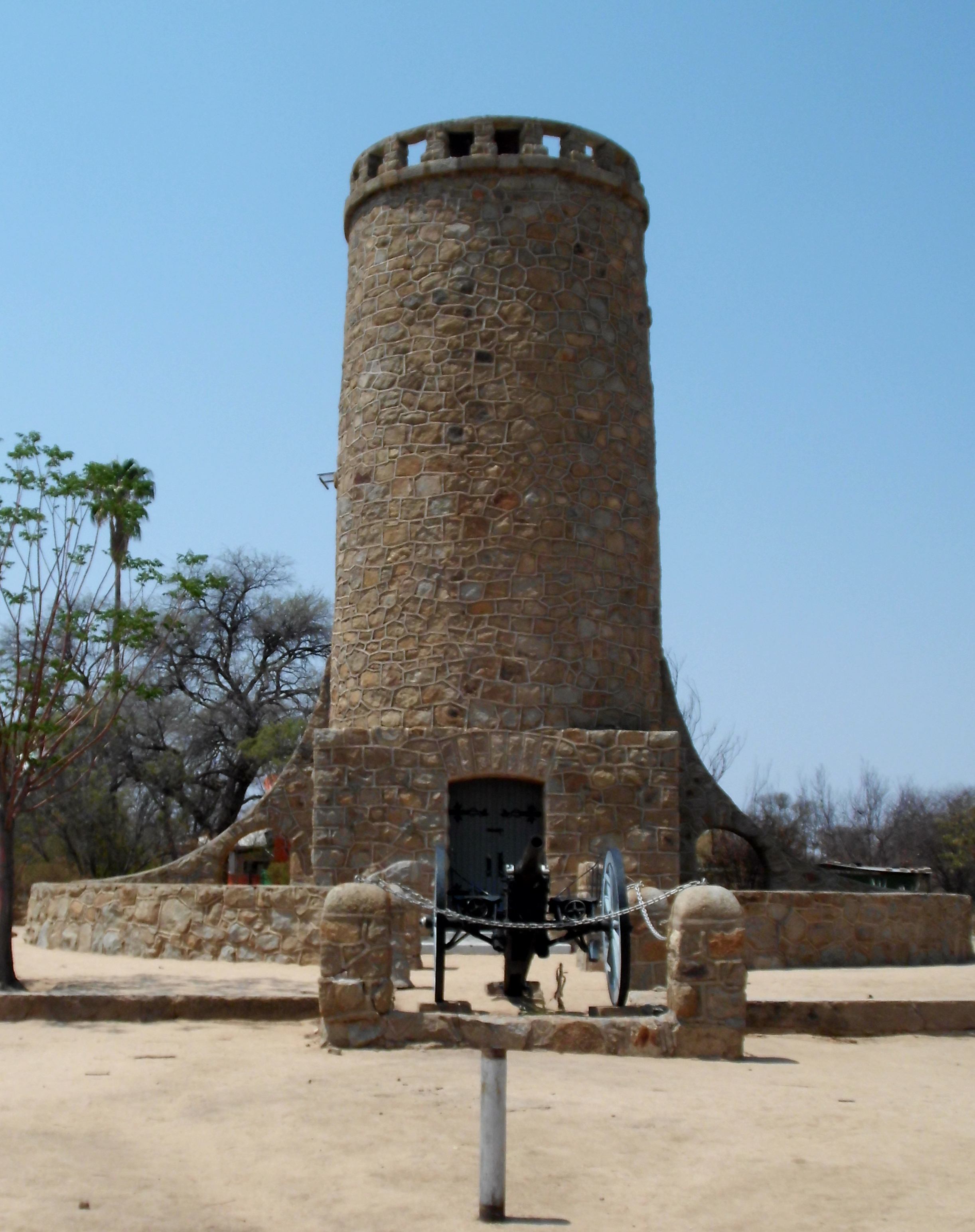
Der Franketurm in Omaruru

- 1904 wurde Victor Franke durch die Gemeinde Omaruru durch die Errichtung eines Gedenkturms geehrt, den heute noch dort stehenden „Franketurm“.
- Der Gewaltritt vom Süden Südwestafrikas bis nach Okahandja ist legendenumwobener Teil der deutschen Kolonialgeschichte geworden, der zu manchen Büchern und begeisterten Kampfesgeschichten Anlass bot.
- Durch den Roman „Herero“ von Gerhard Seyfried ist das Leben des Victor Franke im Jahre 2003 einer breiten Öffentlichkeit bekannt geworden. Maßgebliche Quelle des Buches waren für den Autor Frankes ausführliche Tagebücher, die im Bundesarchiv Koblenz unter der Signatur BArch NL 30/1–16 verwahrt werden. Derzeit bearbeitet der Verlag „Namibiana Buchdepot“, der 2003 den ersten Band von Die Tagebücher des Schutztruppenoffiziers Victor Franke herausgab, die daran anschließenden Tagebücher Frankes in weiteren drei Bänden.
- In Outjo befindet sich in Frankes ehemaligem Wohnhaus, das Outjo Museum, auch Franke-Haus-Museum genannt.

## Auszeichnungen
- Roter Adlerorden III. Klasse mit Schwertern und Krone[1]
- Kronenorden IV. Klasse mit Schwertern[1]
- Ritterkreuz des Königlichen Hausordens von Hohenzollern mit Schwertern[1]
- Preußisches Dienstauszeichnungskreuz[1]
- Rettungsmedaille am Band[1]
- Bayerischer Militärverdienstorden III. Klasse mit Schwertern[1]
- Ritterkreuz I. Klasse des Albrechts-Ordens mit Schwertern[1]
- Ritterkreuz des Ordens der Württembergischen Krone mit Schwertern und Löwen[1]